# Драган Стойкович
Дра̀ган Стойкович – Пикси (на сръбски: Драган Стојковић) е бивш сръбски футболист. Стойкович е наричан „живата легенда на югославския и на сръбския футбол“. Дългогодишен капитан на националния отбор на Сърбия, както и на ФК „Цървена звезда“. От 2020 г. е треньор на сръбския националния отбор.

## Кариера
Стойкович е роден на 3 май 1965 г. в Ниш. Футболната му кариера на Стойкович започва в местния клуб ФК „Раднички“. Край Нишава Пикси остава пет години, в които изиграва 80 мача и отбелязва 8 гола. 
През 1986 г. Драган Стойкович преминава в „Цървена звезда“, където за много кратко време убеждава феновете и треньорското ръководство в уменията си. Избран е за капитан на „звездашите“ и става най-добър футболист на Югославия. В Белград, Пикси остава четири години (1986 – 1990). През този период играе в 120 мача, в които вкарва 48 гола. 
През 1990 г. талантът на сърбина е забелязан зад граница, което го трансферира във френския „Олимпик“ (Марсилия). През 1991 г. Драган Стойкович играе финален мач за Шампионската лига срещу бившия си отбор. Югославските футболисти побеждават с 5:4 след изпълнение на дузпи, а Стойкович отказва да бие дузпа срещу Звезда. През същата година Пикси е даден под наем за един сезон в италианския ФК „Верона“. В калчото изиграва 19 мача, като се разписва само веднъж в актива си. След края на италианския период за сръбския футболист, Стойкович се завръща пред феновете на „Велодром“ в Марсилия, но през сезон 1992/93 не изиграва нито една среща. 
През 1994 г. Стойкович преминава в състава на японския „Нагоя Грампус“. За седем години в Япония (1994 – 2001) Пикси участва в 183 мача и има 57 вкарани гола. През 1995 става и MVP на първенството. По това време треньор на „Нагоя Грампус“ е Арсен Венгер, който квалифицира Пикси като „най-добрият футболист в първенството“.

### Национален отбор
За националния отбор на Сърбия Стойкович има 84 международни срещи, както и 15 отбелязани гола. Играе на две световни първенства – през 1990 г. в Италия и 1998 г. във Франция, както и участва на две европейски първенства по футбол – през 1984 г. във Франция и през 2000 г. в Белгия и Холандия.

### Като треньор
След преустановяване на активната си футболна кариера, Драган Стойкович се завръща в „Нагоя Грампус“ през сезон 2007/2008, но този път като треньор. През първия си сезон като селекционер Пикси извежда своите избраници до трето място в Джей лигата, поради което е избран за най-проспериращ треньор. През 2009 Стойкович отбелязва гол от тъчлинията. През 2010 г. Стойкович извежда „Нагоя Грампус“ до шампионското място в японското първенство, първата титла в историята на отбора; самият Стойкович е отличен като треньор на годината в шампионата за 2010 г. Арсен Венгер казва по този повод, че се надява Стойкович да го наследи като треньор на „Арсенал“: „Би било страхотно, ако Пикси ме наследи. Има стотици причини за това. Неговата футболна философия е почти идентична на моята. Нашите идеи са еднакви. И двамата се стремим към перфектния футбол“.
На 24 август 2015 г. е обявено, че Стойкович ще поеме ФК „Гуанджоу Сити“ от Китайската суперлига с двугодишен договор (до 2017 г.). Благодарение на него отборът не пада в по-долната футболна дивизия през 2015 г., а през 2016 и 2018 г. дори достига до полуфиналите на националното първенство. През 2016 г. договорът му е подновен до 2020 г. С четири сезона Стойкович става най-дълго задържалият се треньор на „Гуанджоу“; той напуска клуба през януари 2020 г.
На 3 март 2021, на рождения му ден, Стойкович е назначен за треньор на сръбския национален отбор. Под негово ръководство Сърбия стига до Световното първенство през 2022 след победа 2-1 над Португалия в квалификационната фаза (с гол на Александър Митрович в 90-тата минута). На Световното първенство Сърбия играе в група G срещу Бразилия, Камерун и Швейцария, като след две загуби и едно равенство завършва на четвърто място в групата и отпада от шампионата.
В края на 2023 г. Сърбия, начело със Стойкович, се класира за Европейското първенство през 2024 г. в Германия.

## Личен живот
Стойкович е женен, има три деца.

## Ордени
Стойкович е носител на следните ордени:
- Орден на изгряващото слънце, 4-ти клас, златни лъчи с розетка (Япония): 2015 г.
- Орден „Караджорджева звезда“, 2-ри клас (Сърбия): 2022 г.